# Karl Heinrich von der Goltz
Pour les articles homonymes, voir Goltz.
Karl Heinrich Hermann Ludolf Bonaventura, comte von der Goltz (né le 19 novembre 1803 à Groß-Teschendorf (de), arrondissement de Riesenburg ; mort le 27 janvier 1881 à Potsdam) est un lieutenant général prussien .

## Biographie

### Origine
Karl Heinrich est le fils de Karl Anton Ferdinand comte von der Goltz (1760–1837) et de son épouse Elisabeth, née von Katzler (de) (1775–1834) de la branche de Groß-Münsterberg (en) dans l'arrondissement de Mohrungen (de). Le ministre prussien des Affaires étrangères , August Friedrich Ferdinand comte von der Goltz, est son oncle.

### Carrière militaire
Dans sa jeunesse, Goltz étudie au lycée de Joachimsthal de Berlin, puis rejoint en tant que fusilier le 20 septembre 1823 le 1er régiment à pied de la Garde de l'armée prussienne. Il y est nommé Portepeefähnrich le 21 juillet 1824 et promu sous-lieutenant le 15 mars 1825. À ce titre, Goltz est adjudant du bataillon d'infanterie d'instruction de 1835 à 1839. Il accède ensuite au grade d'adjudant régimentaire et est promu premier lieutenant le 14 avril 1841. Parallèlement à sa promotion au grade de capitaine, Goltz est nommé commandant de compagnie le 19 avril 1846. Après que le général Karl von Prittwitz est nommé commandant en chef de l'armée fédérale allemande pendant la première guerre de Schleswig, Goltz devient son adjudant le 22 mars 1849. Après la guerre, Goltz retourne au 1er régiment à pied de la Garde et promu major le 13 novembre 1851. Du 16 septembre 1852 au 6 octobre 1854, Goltz est directeur de l'école divisionnaire du corps de la Garde et reçoit le commandement du bataillon d'instruction le 16 juillet 1855. Lieutenant-colonel, Goltz est finalement nommé à la suite du régiment le 12 janvier 1858 et est nommé commandant de Minden.
Il est ensuite nommé commandant de Francfort-sur-le-Main à partir du 27 février 1858, avant de reprendre son service militaire le 22 mars 1859 et d'être nommé commandant du 1er régiment à pied de la Garde. À ce titre, Goltz est promu colonel le 31 mai 1859 et décoré de l'ordre de l'Aigle rouge, de 3e classe avec ruban. Le 18 octobre 1861, le roi Guillaume Ier nomme Goltz adjudant-chef, tout en conservant son poste de commandant de régiment. Le 4 mars 1863, il est relevé de ce poste et reçoit initialement le commandement de la 16e brigade d'infanterie et est promu général de division le 17 mars 1863 et nommé commandant de cette brigade. Pour ses réalisations en matière de commandement de troupes, Goltz reçoit la croix de Commandeur de 1re classe de l'ordre de la Maison Saxe-Ernestine le 13 novembre 1863. Goltz revient ensuite à Berlin le 4 janvier 1864 et prend le commandement de la 3e brigade d'infanterie de la Garde. Il dirige cette division peu de temps après au début de la guerre contre le Danemark et pendant les combats du 15 juin 1864, il devient commandant de la division d'infanterie de la Garde, remplaçant le lieutenant-général Otto von der Mülbe (de), malade. Après la guérison de Mülbe, Goltz reçoit le commandement de la brigade combinée de la Garde. Les alliés autrichiens décernent à Goltz la croix de commandeur de l'ordre de Léopold avec décoration de guerre pour ses exploits le 21 août 1864. Après la paix de Vienne et l'occupation, Goltz est à nouveau nommé commandant de la 3e brigade d'infanterie de la Garde le 17 décembre 1864. Le 10 juillet 1865, Goltz reçoit une pension et est décoré de l'ordre de l'Aigle rouge, de 2e classe avec feuilles de chêne et épées sur l'anneau.
À l'occasion de la mobilisation au début de la guerre austro-prussienne, Goltz est réintégré et reçoit le commandement de toutes les unités dans la zone des unités immobiles de l'infanterie de la Garde situées dans le 3e corps d'armée. Après la fin de la guerre, il est relevé de ses fonctions le 22 septembre 1866 et reçoit le grade de lieutenant général. Pendant la guerre franco-prussienne, il est à nouveau déployé, cette fois comme commandant de Potsdam.

### Famille
Goltz se marie avec Natalie Théophile Joséphine comtesse von Roedern (1813–1902) le 4 novembre 1839 à Gnadenfrei. Les enfants suivants sont nés du mariage :
- Karl August (né le 15 septembre 1841 et mort le 23 janvier 1921), lieutenant général prussien marié avec Louise Erhartt (née le 22 février 1844 et morte le 17 mai 1916)
- Alexander Friedrich Stanislaus (né le 15 mars 1844 et mort le 26 décembre 1930), lieutenant général prussien marié avec Gertrud Marie Adolfine Elise Fernanda von Pressentin (née le 31 mai 1868 et morte le 19 janvier 1929)
- Katharina Dorothea (née le 29 décembre 1855)